# Robalo nilský
Robalo nilský či Lates nilský (Lates niloticus) je druh sladkovodní ryby z čeledi Latidae nebo robalovití (Centropomidae). Používají se také názvy „nilský okoun“, nilský obr, nilovec nebo okoun nilský. Patří mezi 100 nejhorších invazních druhů světa.

## Popis
Váží až 200 kg a dospělci průměru měří 121–137 cm. Je to predátor, který se živí menšími druhy ryb i jinými vodními živočichy, občas uloví i divokou kachnu.

## Rozšíření
Je původní v Africe.

## Využití
Je to významná hospodářská ryba a chová se i v akvakultuře. Jeho maso je tučné, má narůžovělou barvu a delikátní chuť, z evropských ryb se mu nejvíce podobá maso candáta a je bohaté na omega 3 mastné kyseliny. Průměrný roční výlov (období v referenci neuvedeno) byl 300 000 tun.

## Vysazení ve Viktoriině jezeře
V roce 1954 byl vysazen (jako nepůvodní druh) ve Viktoriině jezeře, kde způsobil ekologickou katastrofu – vyhynutí nebo téměř vyhubení několika stovek původních druhů ryb, zejména cichlid. Zpočátku byly výlovy robala nilského ve Viktoriině jezeře malé, ale od počátku 80. let 20. století jeho výlov vzrostl až na 90 % ryb vylovených pomocí vlečných sítí.
V tomto jezeře žere hlavně cichlidy rodu Haplochromis, které tak decimuje.

## Galerie

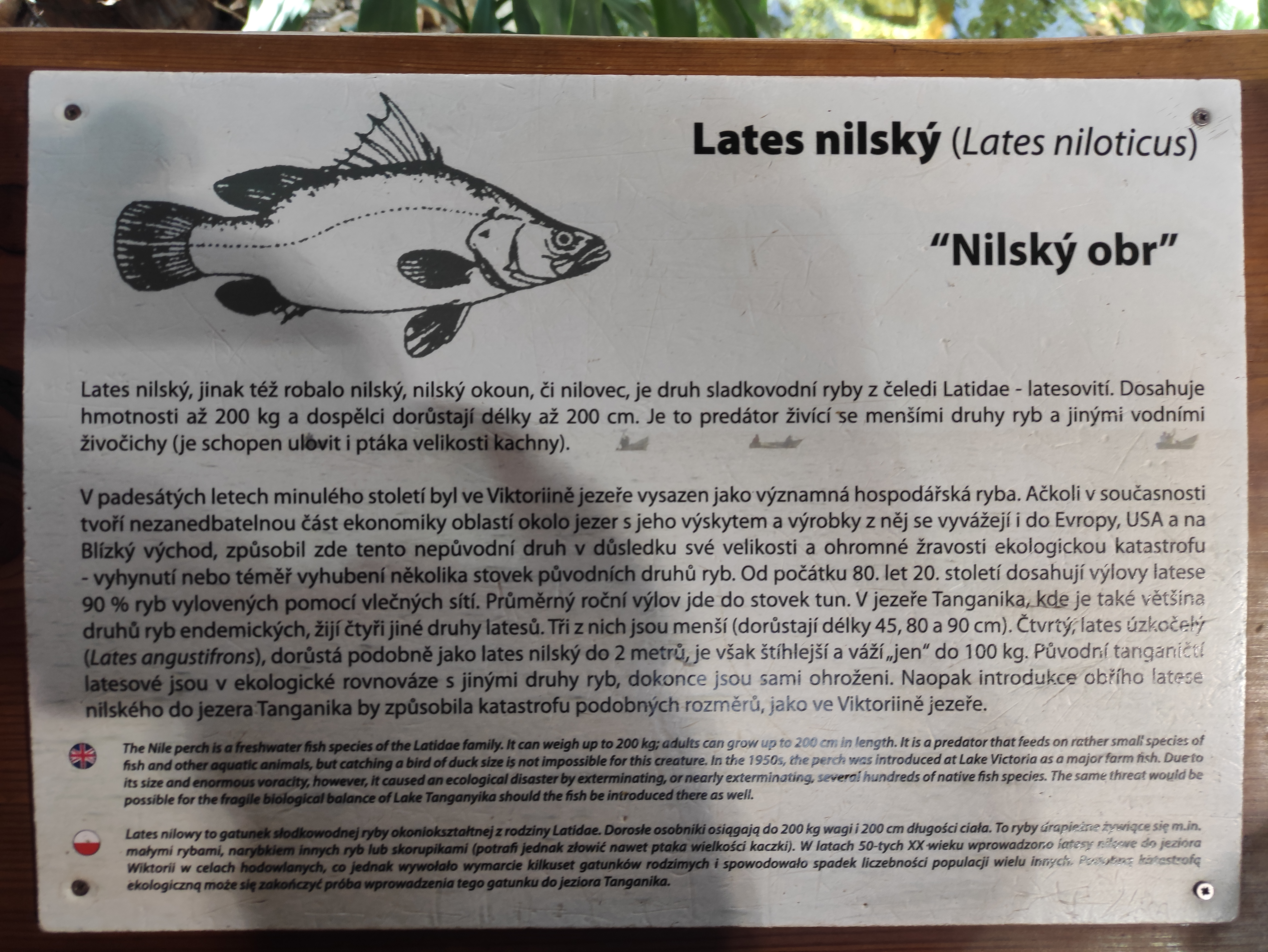
Nilský obr v ZOO Ostava
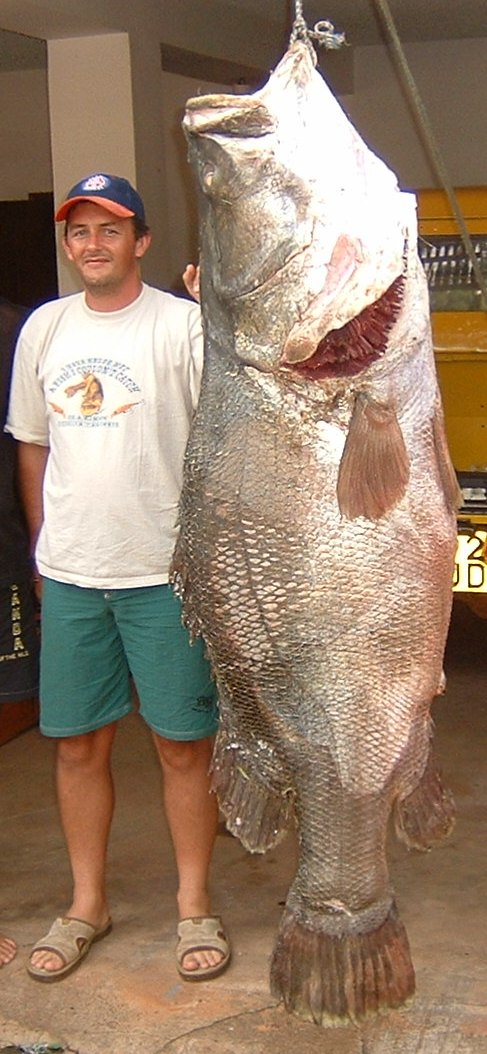
Ulovený robalo nilský v porovnání se člověkem